# 戸次鎮秀
戸次 鎮秀（べっき しげひで）は、戦国時代の武将。豊後大友氏家臣。豊後大友戸次氏庶流の片賀瀬戸次氏第4代当主。

## 経歴・人物
永禄5年（1562年）豊前に進出し、同10年（1567年）戸次氏本家の戸次鎮連に従い高橋・秋月氏の反乱を鎮圧する（休松の戦い）。天正6年（1578年）日向国遠征では南郡衆として肥後にて守りを固める。さらに、同13年（1584年）島津勢が阿蘇に攻め込むと、阿蘇惟光・甲斐鎮隆の要請を受け、援助する。翌年の天正14年（1585年）鎮連と共に大友家加判衆となった。